# 認定眼鏡士
認定眼鏡士（にんていがんきょうし）とは、かつて公益社団法人日本眼鏡技術者協会が実施していた検定資格である。2001年（平成13年）4月から、2022年(令和4年)3月まで実施されていたが、眼鏡作製技能士に移行した

## 概要
眼鏡技術者の技量・知識を公益社団法人日本眼鏡技術者協会が認定していた。試験は、眼鏡学校卒業生以外を対象とした一般コースと眼鏡学校卒業生を対象としたアカデミックコースが設けられていた。一般コースにはAAA、AA、A級の3段階、アカデミックコースにはSSS、SS、S級の3段階がそれぞれ設けられていた。最下級はA、次いでAAとSが同等、AAAとSSが同等、SSSが最上級だった。SSS級は、認定試験に合格するか、欧米への留学を経てアメリカ合衆国のドクター・オブ・オプトメトリー（doctor of optometry、いわゆるオプトメトリスト）、ドイツ連邦共和国のオイゲンオプティカーマイスター（Augenoptikermeister）等の国家資格を留学先で取得し、日本で実務に携わる者の中から希望する者に与えられていた。欧米のオプトメトリストのような業務独占はされていなかったが、眼鏡作製技能士の母体となった。眼鏡店の技術者が全て認定眼鏡士だったわけではない。認定眼鏡士資格者には認定証・ネームプレートが交付された。3年ごとの更新制で、期間内に規定回数の生涯教育講習または通信による受講を義務づけられていた。
認定眼鏡士の受験資格は、高校卒で5年、短大卒で3年、大学卒で1年以上の実務経験者だった。試験は学科と実技で行われた。実施時期は学科が8月、実技が9月頃だった。 
2007年3月現在において、おおよそ9000人ほどの有資格者が存在した。
認定眼鏡士の資格がなくても、眼鏡の販売や視力の測定、眼鏡の制作や加工、修理調整などはできた。この点は現行の眼鏡作製技能士も同様である。

### インターネット販売による資格の取り消し
公益社団法人日本眼鏡技術者協会が平成20年10月22日に開催した「眼鏡技術者・認定資格制定委員会」において、『認定眼鏡士が、眼鏡の通信販売・ネット販売を行っていることが判明した場合、本人に警告書を送付して、なお、改善されない場合は資格を取り消す事にする。』ことが取り決められた。このことは公益社団法人日本眼鏡技術者協会のホームページにも掲載されている。
これは、「認定眼鏡士の倫理綱領」で定められている倫理観で、眼鏡販売は、測定・フィッティング・アフターフォローなどお客様と対面することで初めて製品（眼鏡）になるという考えからである。通信という販売手段では、対面による技術行為は不可能で、眼鏡の完成に必要な「眼鏡調整技術」を完遂していないという考えである。完遂できていない業者がいくら眼鏡販売と表現していても、良識ある眼鏡技術者の行為とは言えないため、「認定眼鏡士」の有資格者に値しないという考えと予想される。
理由の大きなポイントは、「眼鏡は、完成された状態でお客様のお顔に正しくフィットされて、初めて機能を発揮するものだから」ということと解釈できる。

## 養成校

### 学校一覧
- 東京眼鏡専門学校 - 東京
- キクチ眼鏡専門学校 - 愛知
- 日本眼鏡技術専門学校 - 大阪
- ワールドオプティカルカレッジ - 岡山
- 近江時計眼鏡宝飾専門学校 - 滋賀